# Copa Pan-Americana de Voleibol Feminino
Copa Pan-Americana de Voleibol Feminino é uma competição continental realizada anualmente pela União Pan-Americana de Voleibol (UPV), uma parceria entre a Confederação da América do Norte, Central e Caribe de Voleibol (NORCECA) com a Confederação Sul-Americana de Voleibol (CSV), visando promover as melhores seleções com pontuações para o ranking da Federação Internacional de Voleibol.

## História
A Copa Pan-Americana Feminina é realizada desde de 2002 visando promover a integração das entidades que controlam o esporte em toda a América. Sua primeira edição ocorreu no México e teve como campeã a seleção cubana, que venceu a seleção dominicana na final. Na disputa pelo bronze a seleção canadense derrotou a representação anfitriã.
Os Estados Unidos e a República Dominicana são as maiores vencedoras com sete títulos. Em seguida, figura Cuba com quatro campeonatos conquistados. A seleção brasileira aparece em quarto lugar no quadro de desempenho, tendo chegado a seis finais, conquistando três títulos. A Argentina é outra seleção com títulos da competição, com duas conquistas.

## Quadro de medalhas
| Ordem | País                 | Medalha de ouro | Medalha de prata | Medalha de bronze |    |
| ----- | -------------------- | --------------- | ---------------- | ----------------- | -- |
| 1     | República Dominicana | 7               | 10               | 3                 | 20 |
| 2     | Estados Unidos       | 7               | 3                | 6                 | 16 |
| 3     | Cuba                 | 4               | 1                | 2                 | 7  |
| 4     | Brasil               | 3               | 3                | 1                 | 7  |
| 5     | Argentina            | 2               | 0                | 3                 | 5  |
| 6     | Porto Rico           | 0               | 2                | 4                 | 6  |
| 7     | Colômbia             | 0               | 2                | 2                 | 4  |
| 8     | México               | 0               | 1                | 0                 | 1  |
| 8     | Peru                 | 0               | 1                | 0                 | 1  |
| 10    | Canadá               | 0               | 0                | 2                 | 2  |

## MVPpor edição
| - 2002 – Yumilka Ruiz - 2003 – Milagros Cabral - 2004 – Zoila Barros - 2005 – Yudelkys Bautista - 2006 – Marianne Steinbrecher - 2007 – Nancy Carrillo - 2008 – Sidarka Núñez - 2009 – Bethania de la Cruz - 2010 – Prisilla Rivera | - 2011 – Sheilla Castro - 2012 – Kristin Hildebrand - 2013 – Nicole Fawcett - 2014 – Brenda Castillo - 2015 – Krista Vansant - 2016 – Brayelin Martínez - 2017 – Micha Hancock - 2018 – Lauren Carlini - 2019 – Micha Hancock | - 2021 – Prisilla Rivera - 2022 – Niverka Marte - 2023 – Bianca Cugno - 2024 – Bianca Farriol - 2025 – Gaila González |